# Jennifer Bolande
Jennifer Bolande, née en 1957 à Cleveland (Ohio), est une artiste américaine dont les œuvres utilisent des médias différents, de la photographie à la sculpture et qui incluent des éléments filmiques. L'éventail de ses œuvres partagent une méthodologie fondée sur le concept.

## Biographie
Jennifer Bolande a obtenu un BFA au Nova Scotia College of Art and Design en 1979. Elle est professeure au département d'Art de l'Université de Californie à Los Angeles.
En 2012, une rétrospective de ses œuvres couvrant trente années a été organisée par INOVA à Milwaukee (Wisconsin), et ensuite à l'Institute of Contemporary Art de Philadelphie et au Luckman Gallery de l'Université d'État de Californie à Los Angeles. Le catalogue de l'exposition comprenait des textes de Dennis Balk, Jack Bankowsky, Ingrid Schaffner, Rosetta Brooks, Christina Valentine, Nicholas Frank et a été publié par JRP-Ringier (en).

## Prix et distinctions
- 2007 : Bourse de la Fondation Guggenheim[6]
- New York Foundation for the Arts (en)[6]

## Expositions
Jennifer Bolande participe à de nombreuses expositions collectives tout au long de sa carrière. Elle a notamment participé aux expositions suivantes :
- Skyscraper, Musée d'Art contemporain de Chicago ;
- The Pathos of Things, Carriage Trade, New York ;
- Private Investigations, Presentation House Gallery, Vancouver, BC ;
- Mixed Use Manhattan, Musée national centre d'art Reina Sofía, Madrid ;
- Deep Storage, Haus der Kunst, Munich ;
- The Consortium, Dijon, France ;
- The Readymade Boomerang, Eighth Biennale of Sydney, Australie ;
- Status of Sculpture, Institute of Contemporary Arts, Londres[6].